# 중간점 방법

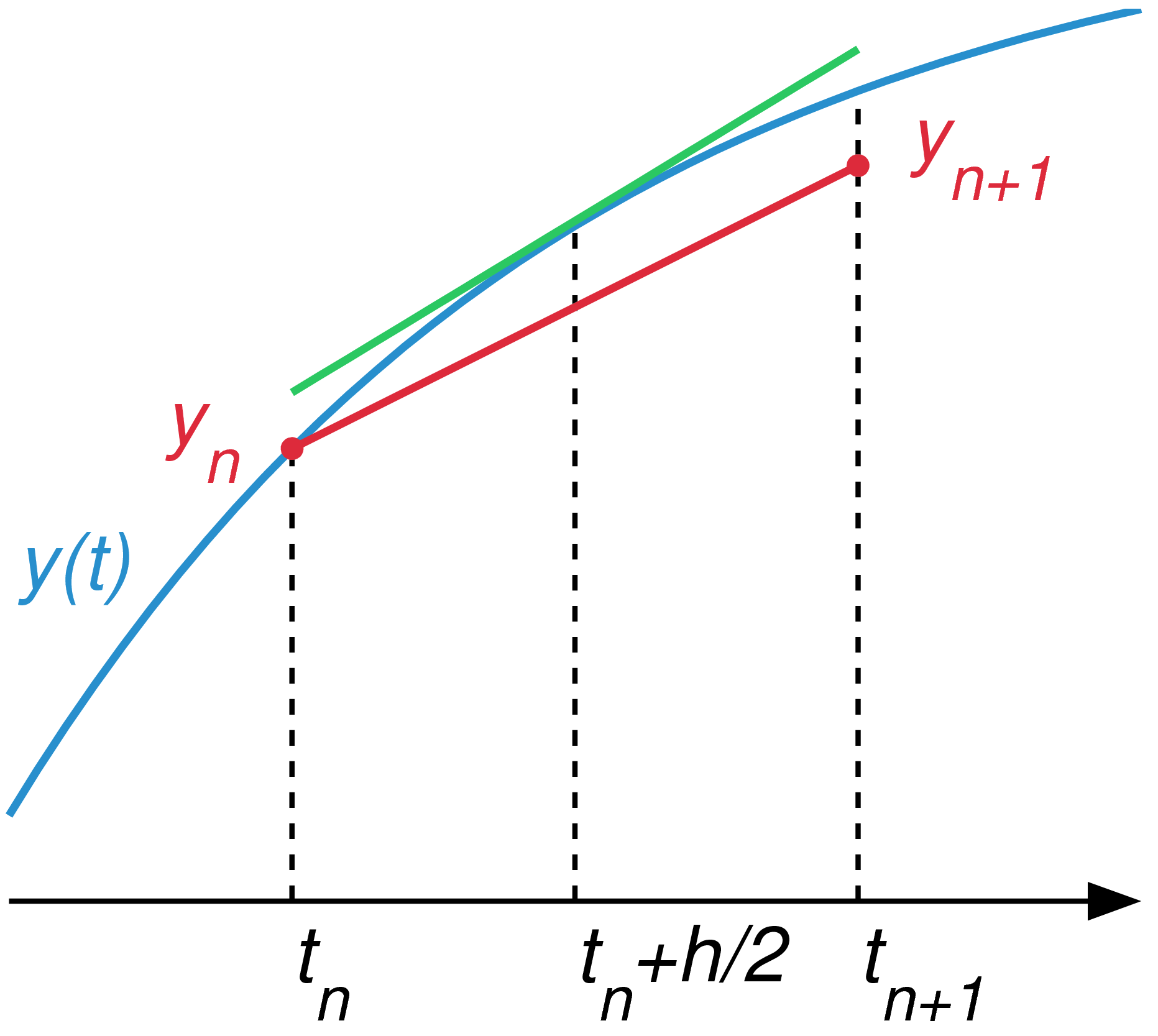
중간점 방법을 이용하여 이 실제 값 과 같게 되는 것을 나타낸다. 중간점 방법이 을 계산하여 빨간 선이 중점에서의 접선(초록 선)과 거의 평행하도록 만든다.

응용수학의 분야인 수치 해석에서, 중간점 방법은 수치적으로 다음의 미분 방정식을 푸는 한 단계 크기의 방법이다.
{\displaystyle y'(t)=f(t,y(t)),\quad y(t_{0})=y_{0}}.
명시적인 중간점 방법은 다음의 식으로 주어진다.
{\displaystyle y_{n+1}=y_{n}+hf\left(t_{n}+{\frac {h}{2}},y_{n}+{\frac {h}{2}}f(t_{n},y_{n})\right),\qquad \qquad (1e)}
암시적인 중간점 방법은 다음과 같다.
{\displaystyle y_{n+1}=y_{n}+hf\left(t_{n}+{\frac {h}{2}},{\frac {1}{2}}(y_{n}+y_{n+1})\right),\qquad \qquad (1i)}
단계 {\displaystyle n=0,1,2,...}이고, {\displaystyle h}는 단계 크기라고 불리는 작은 양수이다. {\displaystyle t_{n}=t_{0}+nh}이고, {\displaystyle y_{n}}은 {\displaystyle y(t_{n})}이다. 명시적 중간점 방법은 수정된 오일러 방법으로도 알려져 있으며, 암시적인 방법은 가장 간단한 배열 방법이고, 해밀턴 역학과, 사교 적분자에도 적용된다.
이 방법의 이름은 솔루션의 기울기를 위의 식에서 함수{\displaystyle f}가 {\displaystyle y(t)}의 알고 있는 값인 {\displaystyle t_{n}}과 우리가 찾아야 하는 {\displaystyle y(t)}의 값인 {\displaystyle t_{n+1}}의 중점인 {\displaystyle t=t_{n}+h/2}에서 계산하는 것에서 지어졌다.
중간점 방법의 각 단계에서의 지역 오차는 {\displaystyle O(h^{3})}이며,전체 오차는 {\displaystyle O(h^{2})}로 나타난다. 따라서, 오일러의 방법보다는 더욱 계산이 많은 반면에, 방법의 중간점 방법의 오차는 일반적으로 {\displaystyle h\rightarrow 0}일 때, 오일러의 방법보다 더욱 빠르게 감소한다.
이 방법은 룽게-쿠타 방법이라는 높은 차수의 방법의 예시 중 하나이다.

## 중간점 방법의 유도

그림은 식의 수치적분 을 나타낸 것이다. 파란색: 오일러 방법, 녹색:중간점 방법, 빨간색: 정확한 의 솔루션이다. 단계 크기는 이다.

같은 수치해석의 그림이나 단계크기는 이다. 중간점 방법은 오일러 방법보다 더 빠르게 수럼한다는것을 볼 수 있다.

중간점 방법은 다음의 오일러 방법의 구체화이다.
{\displaystyle y_{n+1}=y_{n}+hf(t_{n},y_{n})}
그리고 중간점 방법은 같은 방식으로 도출된다. 오일러 방법을 유도하는 핵심은 근사적으로 같은 것이다.
{\displaystyle y(t+h)\approx y(t)+hf(t,y(t))\qquad \qquad (2)}
이것은 기울기의 수식에서 얻은 것이다.
{\displaystyle y'(t)\approx {\frac {y(t+h)-y(t)}{h}}\qquad \qquad (3)}
{\displaystyle y'=f(t,y)}인 것을 기억하자.
중간점 방법의 경우, (3)이 더욱 정확하게 된다.
{\displaystyle y'\left(t+{\frac {h}{2}}\right)\approx {\frac {y(t+h)-y(t)}{h}}}
(2)를 대신 할 때, 우리는 다음을 찾는다.
{\displaystyle y(t+h)\approx y(t)+hf\left(t+{\frac {h}{2}},y\left(t+{\frac {h}{2}}\right)\right).\qquad \qquad (4)}
{\displaystyle t+h/2}에서 {\displaystyle y}의 값을 모르는 경우에는 이 방법을 사용해서 {\displaystyle y(t+h)}를 구할 수 없다. 이 솔루션은 오일러 방법을 사용하여 {\displaystyle y(t+h/2)}을 구할 때처럼 테일러 급수를 사용한다:
{\displaystyle y\left(t+{\frac {h}{2}}\right)\approx y(t)+{\frac {h}{2}}y'(t)=y(t)+{\frac {h}{2}}f(t,y(t)),}
(4)에 적용할 때, 다음과 명시적 중간점 방법 (1e)를 얻을 수 있다.
{\displaystyle y(t+h)\approx y(t)+hf\left(t+{\frac {h}{2}},y(t)+{\frac {h}{2}}f(t,y(t))\right)}
내재적 방법 (1i)은 {\displaystyle y(t)}에서 {\displaystyle y(t+h)}까지의 선분의 중간점으로 반 단계인 {\displaystyle t+h/2}에서의 값을 근사해서 얻을 수 있다.
{\displaystyle y\left(t+{\frac {h}{2}}\right)\approx {\frac {1}{2}}{\bigl (}y(t)+y(t+h){\bigr )}}
따라서
{\displaystyle {\frac {y(t+h)-y(t)}{h}}\approx y'\left(t+{\frac {h}{2}}\right)\approx k=f\left(t+{\frac {h}{2}},{\frac {1}{2}}{\bigl (}y(t)+y(t+h){\bigr )}\right)}
{\displaystyle y(t_{n}+h)}에 {\displaystyle y_{n}+hk}를 대입한 결과는 암시적 룽게-쿠타 방법이 된다.
{\displaystyle {\begin{aligned}k&=f\left(t_{n}+{\frac {h}{2}},y_{n}+{\frac {h}{2}}k\right)\\y_{n+1}&=y_{n}+h\,k\end{aligned}}}
첫번째 부분에서 단계 크기 {\displaystyle } 암시적 오일러 방법이 포함된다.
{\displaystyle y_{n+1}=y_{n}+hf\left(t_{n}+{\frac {h}{2}},y_{n}+{\frac {h}{2}}f(t_{n},y_{n})\right),\qquad \qquad (1e)}
암시적인 방법의 시간대칭성 때문에 지역 오차의 짝수 차수 항이 지워지기 때문에 자동적으로 지역오차는 {\displaystyle O(h^{3})}이다. 명시적 오일러 방법이 암시적 방법으로 대체되면 명시적인 중간점 방법에서 k의 결과를 재결정한다.

## 같이 보기
- 사각형 방법
- 호인의 방법
- 도약 적분과 베렛 적분

## 참조
- Griffiths,D. V.; Smith, I. M. (1991). 《Numerical methods for engineers: a programming approach》. Boca Raton: CRC Press. 218쪽. ISBN 0-8493-8610-1.